# Richard With
Richard Bernhard With (ur. 18 września 1846, zm. 9 lutego 1930) – norweski kapitan, biznesmen i polityk Liberalnej Partii Lewicy, założyciel przedsiębiorstw żeglugowych Vesteraalens Dampskibsselskab i Hurtigruten.

## Życiorys
Urodził się w Tromsø jako syn żeglarza Siverta Regnora Witha i jego żony Anne Bergitte Dahl, pochodził z rodziny holenderskiej. Rozpoczął naukę zawodu żeglarza, wstępując do szkoły morskiej w Trondheim w 1864 roku, następnie spędził osiem lat na morzu. W 1873 roku zamieszkał w Risøyhamn, gdzie zajął się handlem. We wrześniu tego samego roku ożenił się z Oline Sophie Wennberg. Po śmierci żony w 1878 ożenił się z jej siostrą Augustą Septimią Wennberg w 1879 roku.
Dostrzegając potrzebę rozwoju transportu w regionie oraz rozwoju rybołówstwa założył w 1881 roku przedsiębiorstwo żeglugowe Vesteraalens Dampskibsselskab, które zajęło się przewozem ludzi i towarów wzdłuż wybrzeża. Przez pierwsze dwa lata był także kapitanem należącego do firmy statku SS Vesteraalen. Statki kompanii kursowały pomiędzy Lofotami, Vesterålen i Senja oraz Bergen na południu. W latach 80. XIX wieku przedsiębiorstwo zaczęło się rozwijać i dokupować statki. W 1891 With założył linię turystyczną dla statków pływających wzdłuż wybrzeża Norwegii. W 1894 jako kapitan przeszedł na emeryturę, pozostał w przedsiębiorstwie do 1909 roku.

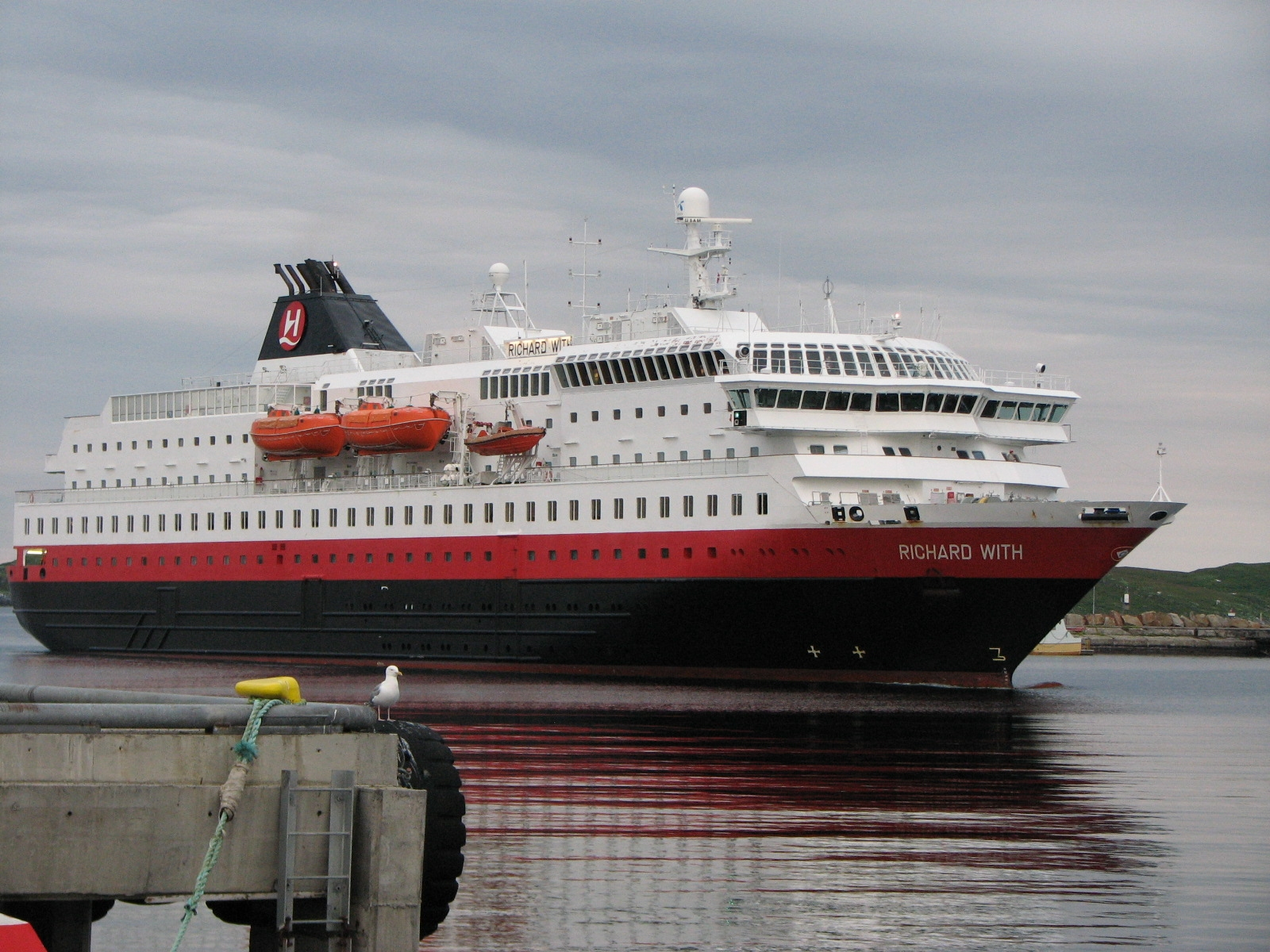
Nazwany na cześć założyciela przedsiębiorstwa MS Richard With

W 1910 roku wybrany posłem do parlamentu, pozostał nim dwa lata. Po zakończeniu kariery parlamentarnej osiadł w Kristianii, gdzie żył do śmierci.
Jego imię nosi obecnie jeden z pocztowo-turystycznych statków pływających wzdłuż wybrzeża Norwegii.